# L'Éclaireur du Gâtinais
L'Éclaireur du Gâtinais est un journal hebdomadaire régional français basé dans la ville de Montargis, dans le département du Loiret en région Centre-Val de Loire.
Le titre a porté le nom de L'Éclaireur du Gâtinais et du Centre de 1945 à 2011. Il appartient au Groupe Centre France depuis 2010 à la suite du rachat par ce dernier du groupe La République du Centre, auquel l'hebdomadaire appartenait.
En 2020, il est le neuvième journal de la presse hebdomadaire régionale en termes de diffusion. Jusqu'en mars 2020, L'Éclaireur du Gâtinais proposait deux éditions : Loiret et Seine-et-Marne. Elles ont fusionné à l'annonce du premier confinement à la suite de la Pandémie de Covid-19, d'abord temporairement, puis de façon définitive.

## Géographie
Le journal couvre une partie du département du Loiret (Montargois) ainsi que l'arrondissement de Fontainebleau (autour de Nemours)
Le siège du journal est situé au 45 de la rue Dorée à Montargis dans l'Est du département du Loiret dans la région naturelle du Gâtinais. Jusqu'en 2021, le journal disposait également d'une agence à Nemours.

## Histoire
Le journal est lancé au lendemain de la Seconde Guerre mondiale sous le titre L'Éclaireur du Gâtinais et du Centre le 20 janvier 1945.
Le 1er avril 1961, une rotative est achetée à la République du Centre et installée rue Gambetta à Châlette-sur-Loing. Un bureau est installé place de la République à Nemours à la fin des années soixante. Le siège est transféré 48 rue Dorée à Montargis fin 1983.
En mars 1984, un 2 000e numéro paraît : un concours est organisé à cette occasion et récompense 300 gagnants. Le premier remporte une voiture.
L'Éclaireur du Gâtinais et du Centre devient L'Éclaireur du Gâtinais le 29 septembre 2011. Il adopte alors le format tabloïd.
Le 23 janvier 2019, le journal mixe actualité et dossiers sur l'écologie et la transition énergétique : il adopte, à cette occasion, la couleur verte.

## Direction
Le journal est dirigé de 1953 à 1963 par Albin Tartinville, professeur montargois à la retraite. Jacques Denis le Sève devient directeur de l'hebdomadaire en juin 1963 et le reste jusqu'en juin 1997. Francis Bonnet est ensuite rédacteur en chef de 1997 à août 2018, date à laquelle Stéphane Boutet lui succède.

## Rédaction
En 2021, six journalistes, deux assistants de rédaction, deux secrétaires et une quarantaine de correspondants de presse permettent la rédaction du journal.

## Diffusion
| Années                                                                | Tirage | Diffusion (payée) | Diffusion (totale) |
| --------------------------------------------------------------------- | ------ | ----------------- | ------------------ |
| 2007                                                                  | 22 524 | 18 959            | 19 461             |
| 2008                                                                  | 22 068 | 19 038            | 19 530             |
| 2009                                                                  | 21 830 | 18 527            | 19 009             |
| 2010                                                                  | 21 638 | 18 073            | 18 541             |
| 2011                                                                  | 19 976 | 17 078            | 17 535             |
| 2012                                                                  | 19 129 | 16 405            | 16 759             |
| 2013                                                                  | 18 398 | 15 814            | 16 184             |
| 2014                                                                  | 18 292 | 15 839            | 16 254             |
| 2015                                                                  | 17 540 | 15 333            | 15 734             |
| 2016                                                                  | 17 443 | 15 223            | 15 584             |
| 2017                                                                  | 16 703 | 14 594            | 14 922             |
| 2018                                                                  | 15 734 | 14 039            | 14 348             |
| 2019                                                                  | 15 252 | 13 588            | 13 766             |
| 2020                                                                  | 15 242 | 13 588            | 13 759             |
| Source : Diffusion des titres de la presse française, association OJD |        |                   |                    |

## Données financières